# Jack Conway
Hugh Ryan Conway (17 de julio de 1887 - 11 de octubre de 1952), conocido como Jack Conway, fue un actor, realizador y productor cinematográfico estadounidense.

## Resumen biográfico
Su verdadero nombre era Hugh Ryan Conway nació en Graceville, Minnesota.
Era el padre del actor Pat Conway por su matrimonio con Virginia Bushman. También fue padre de la escritora Rosemary Conway, siendo en este caso la madre la actriz del cine mudo Viola Barry. 
Rodó muchísimo cine mudo desde 1912: más de 50 filmes.
En 1929 con El indomable (Untamed), abandonó el cine mudo, cinta en donde Joan Crawford hizo también su primer film sonoro. Destacan luego otras, como Una mujer difamada (1936), La dama del trópico (1939) o Encrucijadas (1942).
Su último film fue Julia Misbehaves (1948) cuyo argumento coincide con Su gran deseo de Douglas Sirk, de 1953.
Jack Conway falleció en 1952 en Pacific Palisades (Los Ángeles), California. Fue enterrado en el Cementerio Forest Lawn Memorial Park de Glendale (California).

## Filmografía

### Director
| - Desire Me (1947), codirigida con G. Cukor, M. Leroy y V. Saville - The Hucksters (Mercaderes de ilusiones) (1947) - High Barbaree (1947) - Dragon Seed (Estirpe de dragón) (1944) - Assignment in Brittany (1943) - Encrucijadas (Crossroads), 1942) - Quiero a este hombre (Honky Tonk), (1941) - Mi marido está loco (Love Crazy), (1941) - Boom Town (Fruto dorado) (1940) - La dama de los trópicos (Lady of the Tropics), (1939) - Let Freedom Ring (1939) - Sucedió en China (Too Hot to Handle), 1938) - Un yanqui en Oxford (A Yank at Oxford), 1938) - Saratoga (1937) - Una mujer difamada (Libeled Lady, 1936) - A Tale of Two Cities (1935) - El cuarto número 309 (One New York Night) (1935) - La novia alegre (The Gay Bride, 1934) - Busco un millonario (The Girl from Missouri) , (1934) - Tarzán y su compañera (1934) - Viva Villa! (1934) - The Solitaire Man (1933) - The Nuisance (1933) - Honduras de infierno (Hell Below), (1933) - La pelirroja (Red-Headed Woman), (1932) - El conquistador irresistible (But the Flesh Is Weak), (1932) - Arsène Lupin (1932) - Nada más que un gigoló (Just a Gigolo) (1931) - La pecadora (The Easiest Way), 1931) - Claro de luna (New Moon, (1931) - The Unholy Three (1930) - They Learned About Women (1930) - Untamed (1929) - Jugar con fuego (Our Modern Maidens) (1929) - Alias Jimmy Valentine (1928) - While the City Sleeps (1928) - The Smart Set (1928) - El paseo del perro (Bringing Up Father (1928) - Filibusteros modernos (Twelve Miles Out (1927) - The Understanding Heart (1927) - Brown of Harvard (1926) - Soul Mates (1925) - The Only Thing (1925) - The Hunted Woman (1925) - The Roughneck (1924) - The Heart Buster (1924) - The Trouble Shooter (1924) - Lucretia Lombard (1923) - Sawdust (1923) - What Wives Want (1923) | - Trimmed in Scarlet (1923) - The Prisoner (1923) - Quicksands (1923) - Another Man's Shoes (1922) - The Long Chance (1922) - Don't Shoot (1922) - Step on It! (1922) - Across the Deadline (1922) - A Daughter of the Law (1921) - The Millionaire (1921) - The Rage of Paris (1921) - The Kiss (1921) - The Servant in the House (1921) - The Killer (1921) - The Lure of the Orient (1921) - The Spenders (1921) - The U.P. Trail (1920) - The Dwelling Place of Light (1920) - Riders of the Dawn (1920) - The Money Changers (1920) - Lombardi, Ltd. (1919) - A Diplomatic Mission (1918) - Desert Law (1918) - Her Decision (1918) - Little Red Decides (1918) - You Can't Believe Everything (1918) - Because of a Woman (1917) - Bond of Fear (1917) - The Charmer (1917) - Come Through (1917) - A Jewel in Pawn (1917) - Polly Redhead (1917) - The Little Orphan (1917) - Her Soul's Inspiration (1917) - The Mainspring (1916) - The Measure of a Man (1916) - The Doctor's Decision (1916) - The Torment (1916) - The Social Buccaneer (1916) - The Beckoning Trail (1916) - The Silent Battle (1916) - Bitter Sweet (1916) - Judgment of the Guilty (1916) - The Penitentes (1915) - The Wrong Prescription (1914) - The Struggle (1913/III) - When Sherman Marched to the Sea (1913) - The Old Armchair (1913) - In the Long Run (1912) - House of Pride (1912) - His Only Son (1912) - Her Indian Hero (1912) |

### Actor
| - Roof Tops of Manhattan (1935) - The Killer (1921) - A Royal Democrat (1919) - Restless Souls (1919) - The Little Orphan (1917) - Macbeth (1916) - Bitter Sweet (1916) - Big Jim's Heart (1915) - Added Fuel (1915) - Captain Macklin (1915) - The Outcast (1915) - What Might Have Been (1915) - The Wrong Prescription (1914) - The Wireless Voice (1914) - Burning Daylight: The Adventures of 'Burning Daylight' in Alaska (1914) - The Valley of the Moon (1914) - The Chechako (1914) - The Old Maid (1914) - The Claim Jumper (1913) - In the End (1913) - Patsy's Luck (1913) - The Trail of the Lonesome Mine (1913) - Good-for-Nothing Jack (1913) - The Struggle (1913) - Soldiers Three (1913) - Birds of Prey (1913) - When Sherman Marched to the Sea (1913) - Brought to Bay (1913) - A Child of War (1913) - Will o' the Wisp (1913) - The Twelfth Juror (1913) - When Lincoln Paid (1913) - The Old Armchair (1913) - The Civilian (1912) - His Only Son (1912) - The Boomerang (1912) - Sundered Ties (1912) - Uncle Bill (1912) | - The Alibi (1912) - How Steve Made Good (1912) - The Obligation (1912) - The Soldier Brothers of Susanna (1912) - The Undoing of Slim Bill (1912) - The Bugler of Battery B (1912) - A Gentleman of Fortune (1912) - Hard Luck Bill (1912) - The Land of Might (1912) - The Squatter's Child (1912) - The Mountain Daisy (1912) - The Scalawag (1912) - The Sheriff's Round-Up (1912) - The Counting of Time (1912) - The Thespian Bandit (1912) - The Everlasting Judy (1912) - The Post Telegrapher (1912) - The Little Nugget (1912) - The Love Trail (1912) - Her Indian Hero (1912) - Two Men and the Law (1912) - Across the Sierras (1912) - A Pair of Jacks (1912) - The Fighting Chance (1912) - The Battle of the Red Men (1912) - The Empty Water Keg (1912) - George Warrington's Escape (1911) - A Painter's Idyl (1911) - Coals of Fire (1911) - John Oakhurst, Gambler (1911) - Arizona Bill (1911) - The Voyager: A Tale of Old Canada (1911) - Kit Carson's Wooing (1911) - The Totem Mark (1911) - The Sheriff of Tuolomne (1911) - Her Indian Mother (1910) - The Indian Scout's Vengeance (1910) - The Old Soldier's Story (1909) |

### Productor
- The Girl from Missouri (1934)
- Hell Below (1933)
- Just a Gigolo (1931)
- Our Modern Maidens (1929)

## Premios y distinciones
Festival Internacional de Cine de Venecia
| Año  | Categoría        | Película    | Resultado |
| ---- | ---------------- | ----------- | --------- |
| 1934 | Mención especial | Viva Villa! | Ganador   |